# Tour de Tizzano
La tour de Tizzano (en corse : torra di Tizzà) est une tour génoise située dans la commune de Sartène, dans le département français de la Corse-du-Sud.

## Protection
La tour de Tizzano est inscrite monument historique par arrêté du 6 septembre 1985.